# Kamanová
Kamanová (bis 1927 slowakisch auch „Komanová“; ungarisch Kálmánfalva – bis 1907 Kamanfalu) ist eine slowakische Gemeinde im Okres Topoľčany und im Nitriansky kraj mit 596 Einwohnern (Stand 31. Dezember 2024).

## Geographie
Die Gemeinde befindet sich im mittleren Teil des Hügellands Nitrianska pahorkatina, am rechten Ufer und der Flurterrasse der Nitra. Das Ortszentrum liegt auf einer Höhe von 160 m n.m. und ist 11 Kilometer von Topoľčany entfernt.
Nachbargemeinden sind Ludanice (Ortsteil Mýtna Nová Ves) im Norden, Oponice im Osten, Belince im Süden, Preseľany im Südwesten sowie Čermany und Horné Obdokovce im Westen.

## Geschichte
Kamanová entstand im 14. Jahrhundert, wurde zum ersten Mal 1419 als Kalmanfalwa a.n. Billie schriftlich erwähnt und war ursprünglich königliches Gut und später Besitz der Familien Országh, Apponyi und Zichy, gefolgt vom Baron Steiger im 19. Jahrhundert. 1643 kam es hier zu einem Aufstand gegen den Frondienst. 1715 gab es Weingärten und 13 Haushalte, 1787 hatte die Ortschaft 42 Häuser und 304 Einwohner, 1828 zählte man 35 Häuser und 265 Einwohner, die als Landwirte beschäftigt waren.
Bis 1918 gehörte der im Komitat Neutra liegende Ort zum Königreich Ungarn und kam danach zur Tschechoslowakei beziehungsweise heute Slowakei. Kurz nach dem Ausbruch des Slowakischen Nationalaufstandes im Zweiten Weltkrieg kam es zu schweren Gefechten zwischen der Wehrmacht und den in der Gegend agierenden Partisanengruppen.

## Bevölkerung
| Jahr                | 1994 | 2004    | 2014    | 2024    |
| ------------------- | ---- | ------- | ------- | ------- |
| Anzahl der Personen | 573  | 619     | 604     | 596     |
| Unterschied         |      | +8,02 % | −2,42 % | −1,32 % |

| Jahr                | 2023 | 2024    |
| ------------------- | ---- | ------- |
| Anzahl der Personen | 605  | 596     |
| Unterschied         |      | −1,48 % |

Gemäß der Volkszählung 2011 wohnten in Kamanová 601 Einwohner, davon 591 Slowaken sowie jeweils ein Jude und Magyare. Drei Einwohner gaben eine andere Ethnie an und fünf Einwohner machten keine Angabe zur Ethnie.
545 Einwohner bekannten sich zur römisch-katholischen Kirche, sechs Einwohner zur Evangelischen Kirche A. B., ein Einwohner zu den Brethren und vier Einwohner zu einer anderen Konfession. 32 Einwohner waren konfessionslos und bei 13 Einwohnern wurde die Konfession nicht ermittelt.

## Bauwerke und Denkmäler
- Landschloss im spätklassizistischen Stil aus der zweiten Hälfte des 19. Jahrhunderts
- moderne römisch-katholische Kreuzerhöhungskirche, 1981 geweiht, der Turm wurde erst 2009 fertiggestellt

## Verkehr
Durch Kamanová passieren sowohl die Straße 1. Ordnung 64 zwischen Nitra und Topoľčany als auch die Bahnstrecke Nové Zámky–Prievidza, mit einer Haltestelle direkt im Ort.